# 荷尔斯泰因地区诺伊施塔特
荷尔斯泰因地区诺伊施塔特（德語：Neustadt in Holstein，發音：[ˈnɔʏʃtat ʔɪn ˈhɔlʃtaɪn] ⓘ）是德国石勒苏益格-荷尔斯泰因州东荷尔斯泰因县的城市，面积19.73平方千米，2023年12月31日人口为15,749人。